# Бакаев, Улугбек Истамович
Улугбе́к Иста́мович Бака́ев (узб. Улуғбек Истам ўғли Бақоев; 28 ноября 1978, Бухара, Узбекская ССР, СССР) — узбекский футболист, нападающий. Чемпион Узбекистана (2008) и Казахстана (2010).

## Карьера

### Клубная
Воспитанник ДЮСШ «Бухара». Начал профессиональную карьеру в клубе «Бухара» в 1996 году. 5 ноября 2000 года забил 6 голов в матче против «Темирйулчи» (6:1), что являлось рекордом результативности в чемпионатах Узбекистана.
В 2001 году перебрался в Россию, где играл за такие клубы, как московский ЦСКА, «Торпедо-ЗИЛ» и нижнекамский «Нефтехимик».
В 2004—2007 годах играл в Казахстане за клуб «Тобол» из Костаная. В составе этой команды стал лучшим бомбардиром чемпионата Казахстана, забив 22 мяча в сезоне 2004 года. С командой завоевал два «серебра» (2005, 2007) и две «бронзы» (2004, 2006) чемпионата.
В 2008—2009 годах Бакаев выступал за ташкентский «Курувчи» («Бунёдкор»). Вместе с клубом стал чемпионом Узбекистана, забив в 15 играх 8 голов. В сезоне 2009 при бразильском тренере Зико в команде ощущалась сильная конкуренция в основном составе (бразилец Ривалдо и чилиец Хосе Луис Вильянуэва, узбекские сборники Сервер Джепаров и Анвар Солиев) и Бакаев сыграл всего в 5 матчах, не забив при этом ни одного гола. Из-за нехватки игровой практики ушёл в межсезонье в самаркандское «Динамо», а затем вернулся в «Тобол».
В сезоне 2010 года в составе «Тобола» с 16 голами стал лучшим бомбардиром первенства и также впервые с командой стал чемпионом Казахстана и признан лучшим легионером сезона.
В сезоне 2011 года Бакаев выступал за талдыкорганский «Жетысу». За команду отыграл 29 игр, забил 18 мячей в чемпионате и помог клубу завоевать серебряные медали. По итогам сезона Бакаев был признан лучшим футболистом чемпионата Казахстана 2011 года по версии спортивных журналистов.
20 октября 2011 года Улугбек подписал контракт с клубом «Дубай Клуб». Но в Эмиратах футболист не прижился и уже через три месяца вернулся в Казахстан.
В январе 2012 Бакаев принял предложение перейти в казахстанский клуб «Иртыш» из Павлодара. Контракт был подписан на два сезона. С 14 голами стал лучшим бомбардиром первенства (три года подряд в трёх разных клубах), выиграл с клубом серебряные медали и был снова избран журналистами лучшим футболистом года в Казахстане. Всего в чемпионатах Казахстана в 9 сезонах сыграл за три клуба 237 матчей и забил 111 голов, попав в шестёрку лучших бомбардиров РК за всё время.
За время своей зарубежной карьеры Бакаев стал одним из самых результативных бомбардиров Узбекистана, уступив лишь Максиму Шацких, который сумел на 60 мячей забить больше своего земляка в заграничных командах.
В августе 2014 года 36-летний Бакаев вернулся в Узбекистан и доиграл сезон в «Бухаре», забив три гола в 9 матчах. Но следующий сезон 2015 года он провёл в наманганском «Навбахоре», забив 7 голов в 21 матче и получив 11 жёлтых карточек. В 2015 году завершил карьеру футболиста.
В январе 2017 года назначен главным тренером «Бухары».
В апреле 2019 года был назначен главным тренером футбольного клуба «Согдиана».

### В сборной
Бакаев с 2001 года выступал за сборную Узбекистана. В 2007 году выступал за сборную в двенадцати матчах. В 2011 году на кубке Азии отметился двумя мячами в ворота сборной Иордании.

## Достижения

### В качестве игрока
- Чемпион Узбекистана: 2008
- Обладатель Кубка Узбекистана: 2008
- Чемпион Казахстана: 2010
- Обладатель Кубка Казахстана: 2007
- Победитель Кубка Интертото: 2007

### В качестве тренера
- Серебряный призёр Суперли́га Узбекиста́на (1): 2021

### Личные
- Футболист года в Казахстане по версии журнала GOAL: 2012
- Лучший футболист чемпионата Казахстана по версии сайта Sports.kz (премия «Алмаз»): 2011, 2012
- Лучший бомбардир чемпионата Казахстана: 2004 (22 мяча, «Тобол», совместно с Тлехуговым)
- Лучший бомбардир чемпионата Казахстана: 2010 (16 мячей, «Тобол»)
- Лучший бомбардир чемпионата Казахстана: 2011 (18 мячей, «Жетысу»)
- Лучший бомбардир чемпионата Казахстана: 2012 (14 мячей, «Иртыш»)
- Член бомбардирского Клуба Нилтона Мендеса (123 гола)[13].
- Член бомбардирского Клуба Олега Протасова: 123 гола[14]. (рус.)